# Edward K. Barsky
Edward K. "Eddie" Barsky (1897-1975) va ser un cirurgià nord-americà i activista polític. És recordat sobretot per haver estat el cap del Comitè d'Ajuda als Refugiats Antifeixistes (Joint Anti-Fascist Refugee Committee), una organització finançada pel Partit Comunista dels Estats Units que recollia fons per ajudar els refugiats republicans durant la Guerra Civil espanyola.
Els anys 50 del segle xx, fou víctima del maccarthisme, que el va arribar a empresonar en negar-se a donar informació al Comitè d'Activitats Anti-americanes.